# Vincent Pajot
Vincent Pajot (Domont, 19 de agosto de 1990) é um futebolista profissional francês que atua como meia.

## Carreira
Vincent Pajot começou a carreira no Stade Rennais FC.